# 有罪 (曲)
「有罪」（ゆうざい）は、日本の音楽グループであるTHE BOOMが1993年11月21日に発表した13枚目のシングル。

## 解説
アルバム『FACELESS MAN』よりシングルカット。
カップリングは同年7月29日開催の埼玉県川口市でのライヴ音源。
「有罪」は、ギターの小林孝至が作曲を担当。
ストリングスを重視した仕上がりで、ストリングス・アレンジは斎藤ネコと宮沢和史による。
「そばにいたい」のライヴ・ヴァージョンはオリジナルのテイクと大きく異なる。

## 収録曲
1. 有罪
  - 作詞：宮沢和史、作曲：小林孝至
2. そばにいたい（ライヴ・ヴァージョン）
  - 作詞・作曲：宮沢和史
3. 有罪（オリジナル・カラオケ）